# Saint-Denis-des-Coudrais
Saint-Denis-des-Coudrais är en kommun i departementet Sarthe i regionen Pays de la Loire i nordvästra Frankrike. Kommunen ligger i kantonen Tuffé som tillhör arrondissementet Mamers. År 2022 hade Saint-Denis-des-Coudrais 113 invånare.

## Befolkningsutveckling
Antalet invånare i kommunen Saint-Denis-des-Coudrais
| Referens: INSEE |